# Céroessa
Dans la mythologie grecque, Céroessa, Céroesse ou Kéroessa (en grec ancien Κερόεσσα / Keróessa) est une héroïne liée à la fondation de Byzance.
Fille de Zeus et d'Io, elle naît à l'emplacement où sera construite Byzance. Elle est ensuite élevée par une nymphe locale et devient la mère de Byzas, fondateur de la cité éponyme, qu'elle conçoit avec Poséidon.

## Mythologie
Selon l'historien Hésychios de Milet, alors qu'Io, transformée en génisse et poursuivie par un taon pour le compte de la jalouse Héra, traversait la Thrace elle donna naissance à une fille, Céroessa, sur les rives de la Corne d'Or, auprès de l'autel de la nymphe Sémystra ou Sémestrè. Selon la légende, le lieu de naissance de Céroessa s'appelle Sémystra (en) (aujourd'hui district d'Eyüp), où les rivières Kydaros (aujourd'hui ruisseau Alibeyköy) et Barbyses (aujourd'hui ruisseau Kağıthane) se jettent dans la mer à l'extrémité de Chrysokeras (Corne d'Or ou Haliç). Sémystra tire son nom de l'autel de Sémystra, où se trouve aujourd'hui le tombeau d'Eyyub El Ensari, et son eau est censée avoir des pouvoirs de guérison,. Céroessa fut élevée par Sémystra et grandit en surpassant en beauté les autres jeunes filles locales. Elle eut une liaison avec Poséidon et donna finalement naissance à un fils qu'elle nomma Byzas. Il devint le fondateur de Byzance (aujourd'hui Sarayburnu, où le palais de Topkapı fut construit) et donna le nom de sa mère à la Corne d'Or ( (en grec Χρυσόκερας). Céroessa a également eu un autre fils nommé Strombos qui, jaloux de son frère et de Byzance, leur fit la guerre.
Selon Nonnos, le lieu de naissance de Céroessa était le même que celui de son frère Épaphos, c'est-à-dire l'Égypte.